# Palác Vardar
Palác Vardar (srbsky Palata Vardar) je dům v blokový zástavbě, který stojí v srbském městě Novi Sad. Její adresa je Bulevar Mihajla Pupina 19.

## Název
Pojmenována je podle řeky Vardar, ve své době známé díky existenci tzv. Vardarské bánoviny. Patřila stejnojmenné organizaci. Projekt domu uskutečnil projektant Nikola Handler, který při dohlížení na výstavbu na staveništi tragicky zahynul.

## Historie
Budova vznikla v souvislosti s šířením města směrem k řece Dunaji a regulací dunajského břehu. Dokončena byla v 30. letech 20. století a stala se prvním domem s výtahem, který v hlavním městě současné autonomní oblasti Vojvodina stál. 

## Popis budovy
Má čtři patra a jednoduché dekorativní prvky, které mají podobu především strohých linií. Přízemí je využíváno jako komerční prostor, vyšší patra potom jako byty. Dům má vlastní průčelí, které je mírně vysunuté do prostoru, na bočních stranách se nachází balkony. Mezi třetím a čtvrtým patrem je dekorativní římsa. Původně byl na průčelí umístěn nápis VARDAR (v latince), postupem let byl nakonec odstraněn, na fasádě nicméně po něm zůstaly pozůstatky.